# Michael Wright (wielrenner)
Michael Wright (Bishop's Stortford, 25 april 1941) is een Brits voormalig wielrenner.

## Carrière
Wright nam deel aan elf grote rondes waarvan hij er tien uitreed. Hij wist drie etappes te winnen in de Ronde van Frankrijk en vier etappes in de Ronde van Italië. Hij won tal van kleinere wedstrijden met zoals Haspengouwse Pijl en GP Denain daarnaast won hij nog enkele etappes in kleinere rondes.

## Erelijst
1962
- GP du Brabant Wallon

1963
- Hoegaarden

1964
- Bilzen
- 2e etappe Tour du Nord
- GP Denain
- Tour du Condroz
- Visé
- Bonheiden

1965
- Londen
- Hoeilaart-Diest-Hoeilaart
- 20e etappe Ronde van Frankrijk

1966
- Brussel-Verviers
- Bierbeek
- Hoogstraten
- Kontich
- Mechelen
- Criterium Southport Grand Prix

1967
- Pamel
- Vaux Gold Tankard
- 7e etappe Ronde van Frankrijk

1968
- Haspengouwse Pijl
- 2e en 4e etappe Ronde van Spanje
- Memorial Thijssen
- 1e etappe deel a Ronde van Luxemburg
- Rapertingen-Hasselt

1969
- 1e en 4e etappe Tour du Nord
- Ekeren
- 1e etappe Ronde van het Baskenland
- 1e en 13e etappe Ronde van Spanje
- Tour du Condroz
- Lessen - GP des Carrières

1970
- 1e etappe deel b en 3e etappe Ronde van Catalonië

1971
- Wattrelos

1973
- 10e etappe Ronde van Frankrijk

1974
- Circuit du Port de Dunkerque
- Sin-le-Noble
- Wattrelos

1975
- Geraardsbergen

1976
- Niel

## Resultaten in de voornaamste wedstrijden
| Jaar | Ronde van Italië | Ronde van Frankrijk | Ronde van Spanje |
| ---- | ---------------- | ------------------- | ---------------- |
| 1962 |                  |                     |                  |
| 1963 |                  |                     |                  |
| 1964 |                  | 56e                 |                  |
| 1965 |                  | 24e (1)             |                  |
| 1966 |                  |                     |                  |
| 1967 |                  | opgave (1)          |                  |
| 1968 |                  | 28e                 | 14e (2)          |
| 1969 |                  | 71e                 | 5e (2)           |
| 1970 |                  |                     | 39e              |
| 1971 |                  |                     |                  |
| 1972 |                  | 55e                 |                  |
| 1973 |                  | 57e (1)             |                  |
| 1974 |                  | 57e                 |                  |
| 1975 |                  |                     |                  |
| 1976 |                  |                     |                  |

| Jaar | Gent-Wevelgem | Ronde van Vlaanderen | Parijs-Roubaix | Luik-Bast.‑Luik |  | WK op de weg |
| ---- | ------------- | -------------------- | -------------- | --------------- |  | ------------ |
| 1962 |               |                      | 69e            |                 |  | opgave       |
| 1963 |               |                      |                |                 |  | 13e          |
| 1964 |               |                      | 37e            | 13e             |  | 13e          |
| 1965 | 10e           | 27e                  | 17e            | 5e              |  | opgave       |
| 1966 | 49e           |                      |                |                 |  | opgave       |
| 1967 | 31e           | 41e                  |                |                 |  | opgave       |
| 1968 | 91e           | 80e                  |                |                 |  | opgave       |
| 1969 |               |                      | 13e            |                 |  | opgave       |
| 1970 |               |                      |                |                 |  | 32e          |
| 1971 | 87e           |                      |                | 25e             |  |              |
| 1972 |               |                      |                |                 |  | opgave       |
| 1973 |               |                      |                |                 |  |              |
| 1974 |               |                      |                | 26e             |  |              |
| 1975 |               |                      |                |                 |  | opgave       |
| 1976 |               |                      |                |                 |  | 31e          |

Wielerploegen van Michael Wright
Adler ·
Aimar · 
Anquetil ·
Berland ·
Bolley ·
Campagnaro ·
Denson ·
Genty ·
Ghisellini ·
Graczyk ·
Grain ·
Grosskost ·
Guillaume ·
Guiot ·
Haast ·
den Hartog ·
Head ·
Jiménez ·
Lemeteyer ·
Locatelli ·
Milesi ·
Novak ·
Pinault ·
Plent · 

Rousseau ·
Sels ·
Theillière ·
Van Neste ·
Wolfshohl · 
Wright
Aimar · 
Anquetil ·
Balagué ·
Bellone ·
Berland ·
Bolley ·
Crapez (tot 23/09) ·
Echávarri ·
Gautier ·
Genty ·
Ghisellini ·
Grosskost ·
Janssen ·
Leblanc ·
Legein ·
Novak ·
Pérez Francés ·
Pinault ·
Samyn (tot 30/08) · 
Schleck ·
Sels ·
Sohet ·
A. Vasseur ·
S. Vasseur ·
Wolfshohl · 
Wright · 
Yppersiel
Aranzabal · 
Berland ·
Bernet ·
Bolley ·
Crapez ·
Crépel ·
Davaine ·
Doyen ·
D. Ducreux ·
F. Ducreux ·
Genty ·
Grosskost ·
Hamy ·
Janssen ·
Leblanc ·
Masseys ·
Mendiburu ·
Mortensen ·
Novak ·
Ocaña ·
Panagiotis ·
Quinchon ·
Rosiers ·
Santy · 
Schleck ·
Sohet ·
Van Marck ·
A. Vasseur · 
S. Vasseur ·
Verhaegen · 
Wright
Aranzabal · 
Berland ·
Bolley ·
Campaner ·
Crépel ·
Davaine ·
Desmarets ·
Doyen ·
D. Ducreux ·
F. Ducreux ·
Genty ·
Grosskost ·
Guiot ·
Janssen ·
Jiménez · 
Labourdette ·
Leblanc ·
Letort ·
Mendiburu ·
Mortensen ·
Novak · 
Ocaña ·
Palka ·
Pijnen ·
Ronsmans ·
Rosiers ·
A. Santy · 
G. Santy ·
Schleck ·
Sohet ·
Van Der Linde ·
Van Marck ·
A. Vasseur · 
S. Vasseur ·
Verhaegen · 
Wright
Bellouis ·
Bolley ·
Briend ·
Chappe · 
Daunat ·
Dupuch ·
Ghisellini ·
Grenier ·
Le Bourhis ·
Le Guilloux ·
Matignon ·
Menard ·
Noguès ·
Pitard ·
Proust ·
Quesne ·
Ravel ·
Rub ·
Theillière ·
Tosi ·
Vidament ·
Wright
Andrade · 
Bellone ·
Bellouis ·
Campanier · 
Duijndam (tot 31/05) ·
Fin ·
Julien ·
Largeau ·
Le Guilloux ·
Martin ·
Masson ·
Mattioda ·
Millard ·
Noguès ·
Pitard ·
Tosi ·
Vianen ·
Wright ·
Zoetemelk
Besnard · 
Botherel ·
De Cauwer · 
Dillen ·
Julien ·
Largeau ·
Le Guilloux ·
Martin ·
Martínez ·
Mattioda ·
McVilly ·
Mintkiewicz · 
Noguès ·
Teirlinck ·
Tollet ·
Van Impe ·
Van Neste ·
Wright ·
Hinault (stagiair)
David ·
De Bal ·
De Gendt ·
Delcroix ·
Godefroot ·
Govaerts ·
E. Gysemans ·
J. Gysemans ·
Jacobs ·
Laurens ·
Naegels ·
Opdebeeck ·
L. Peeters ·
W. Peeters ·
Pevenage ·
Renier ·
Schepmans ·
Stevens ·
Van Damme ·
Van De Vijver ·
Van der Stappen ·
Van Sweevelt ·
Verbeeck ·
Verstraeten ·
Vögele ·
Wright